# كأس القارات لكرة السلة 1968
كأس القارات لكرة السلة 1968 هو الموسم 3 من  كأس القارات لكرة السلة. أشرف على تنظيمه الاتحاد الدولي لكرة السلة، وكان عدد الأندية المشاركة فيه  4، وفاز فيه Akron Goodyear Wingfoots ‏.